# Élection présidentielle srilankaise de 2015
L'élection présidentielle sri-lankaise de 2015 a lieu le 8 janvier 2015 afin d'élire le président du Sri Lanka. Elle a été annoncée le 20 octobre 2014 à la demande du président Mahinda Rajapakse. L'organisation des élections est anticipée avant l'expiration normale du mandat de six ans. Maithripala Sirisena est élu président.

## Contexte
Mahinda Rajapakse a déjà réalisé deux mandats de président. Suivant la constitution, la durée du mandat de président est de 6 ans, mais le titulaire peut écourter le mandat à n'importe quel moment après 4 ans en poste. En novembre 2009, favorisé par le succès du gouvernement contre les Tigres de libération de l'Îlam tamoul en mai 2009, Mahinda Rajapaksa anticipe une première fois la date de l’élection présidentielle en janvier 2010.
Après 10 ans au pouvoir, il avance une nouvelle fois l'élection présidentielle.

## Résultats
| Candidats                | Candidats                        | Partis                               | Voix       | %     |
| ------------------------ | -------------------------------- | ------------------------------------ | ---------- | ----- |
|                          | Maithripala Sirisena             | Nouveau Front démocratique           | 6 217 162  | 51,28 |
|                          | Mahinda Rajapaksa                | Alliance de la liberté du peuple uni | 5 768 090  | 47,58 |
|                          | Ratnayake Arachchige Sirisena    | Front national patriotique           | 18 174     | 0,15  |
|                          | Namal Ajith Rajapaksa            | Notre front national                 | 15 726     | 0,13  |
|                          | Maulawi Ibrahim Mohanmed Mishlar | Front uni de la paix                 | 14 379     | 0,12  |
|                          | A.S.P. Liyanage                  | Parti travailliste                   | 14 351     | 0,12  |
|                          | Ruwanthileke Peduru              | Parti uni du peuple                  | 12 436     | 0,10  |
|                          | Aithurus M. Illias               | Indépendant                          | 10 618     | 0,09  |
|                          | Duminda Nagamuwa                 | Parti du front socialiste            | 9 941      | 0,08  |
|                          | Siritunga Jayasuriya             | Parti socialiste uni                 | 8 840      | 0,07  |
|                          | Sarath Manamendra                | Nouvel héritage Sinhala              | 6 875      | 0,06  |
|                          | Anurudha Polgampola              | Indépendant                          | 4 260      | 0,04  |
|                          | Sundaram Mahendran               | Parti nava sama samaja               | 4 047      | 0,03  |
|                          | Muthu Bandara Theminimulla       | Organisation tous citoyens tous rois | 3 846      | 0,03  |
|                          | Battaramulle Seelarathana        | Jana Setha Peramuna                  | 3 750      | 0,03  |
|                          | Prasanna Priyankara              | Mouvement démocratique national      | 2 793      | 0,02  |
|                          | Jayantha Kulathunga              | Grand conseil lanka uni              | 2 061      | 0,02  |
|                          | Wimal Geeganage                  | Front national du Sri Lanka          | 1 826      | 0,02  |
|                          |                                  |                                      |            |       |
| Votes valides            | Votes valides                    | Votes valides                        | 12 123 452 | 98,85 |
| Votes blancs et nuls     | Votes blancs et nuls             | Votes blancs et nuls                 | 140 925    | 1,15  |
| Total                    | Total                            | Total                                | 12 264 377 | 100   |
| Abstention               | Abstention                       | Abstention                           | 2 780 113  | 18,48 |
| Inscrits / participation | Inscrits / participation         | Inscrits / participation             | 15 044 490 | 81,52 |

## Réactions

### Tentative de coup d'État
Selon Mangala Samaraweera et Rajitha Senaratne, hauts responsables de la campagne de Sirisena, Mahinda Rajapaksa a tenté d'organiser un coup d'État pour rester au pouvoir quand il est devenu clair qu'il allait perdre les élections. Ils allèguent que Rajapaksa et son frère Gotabhaya Rajapaksa, le secrétaire à la Défense, ont convoqué le Commandant de l'armée Daya Ratnayake, l'inspecteur général de la Police Illangakoon et le Procureur général Yuwanjana Wanasundera à Temple Trees le 9 janvier 2015 vers une heure du matin. Rajapaksa aurait fait pression sur les trois responsables pour qu'ils déploient des troupes, annulent les résultats des élections et déclarent l'état d'urgence, mais ils ont refusé,. Selon le Telegraph de Colombo, Rajapaksa voulait également dissoudre le parlement. C'est seulement alors que Rajapaksa a décidé de concéder la défaite et a convoqué Wickremesinghe pour l'assurer d'une transition en douceur du pouvoir.
Un porte-parole de Rajapaksa a nié les allégations comme étant sans fondement,. L'armée et la police ont également nié les allégations. Le nouveau gouvernement doit enquêter sur la prétendue tentative de coup d'État.

### Réactions internationales
- ONU : Le Secrétaire général Ban Ki-moon a publié une déclaration le 9 janvier 2015 félicitant le peuple sri lankais "pour la conclusion réussie de l'élection présidentielle", soulignant la commission électorale pour son "professionnalisme", déclarant qu'il attendait avec impatience travailler avec Sirisena mais réitérer son soutien au développement, à la réconciliation, au dialogue politique et à la responsabilité[14].
- Union européenne : La représentante des affaires étrangères Federica Mogherini a publié une déclaration le 9 janvier 2015 félicitant Sirisena, déclarant que "l'UE attend avec intérêt de travailler avec lui pour développer davantage ses relations avec Sri Lanka"[15].

- Australie - Le ministre des Affaires étrangères, Julie Bishop, a publié une déclaration le 10 janvier 2015 félicitant les Sri-lankais pour des élections paisibles et ordonnées et s'engageant à soutenir Sirisena dans la mise en œuvre de réformes démocratiques, de bonne gouvernance et de mesures anticorruption[16]. Plus tard, le Premier ministre Tony Abbott a téléphoné à Sirisena pour le féliciter et pour souligner la "coopération continue" entre les pays sur le trafic de personnes[17].
- Chine - Lors d'une conférence de presse régulière le 9 janvier 2015, le porte-parole du ministère chinois des Affaires étrangères, Hong Lei, a félicité Sirisena, déclarant que la Chine attendait "de nouveaux progrès du gouvernement et du peuple sri-lankais vers le développement national"[18].
- Inde - Le Premier ministre Narendra Modi a téléphoné à M. Sirsena après que M. Rajapaksa eut reconnu sa défaite, félicitant M. Sirsena et le peuple sri-lankais pour le "processus de vote pacifique et démocratique"[19].
- Japon - Le ministre des Affaires étrangères Fumio Kishida a fait une déclaration le 9 janvier 2015 saluant "la tenue pacifique et réussie de l'élection présidentielle", félicitant Sirisena, disant que le Japon espère que "toutes les parties concernées au Sri Lanka travailleront ensemble pour promouvoir davantage réconciliation, démocratie et développement économique "[20].
- Norvège - Le Premier ministre Erna Solberg a publié une déclaration le 9 janvier 2015 félicitant le peuple sri-lankais et Sirisena, déclarant qu'elle comptait travailler avec le nouveau gouvernement pour "promouvoir un Sri Lanka pacifique, inclusif et démocratique"[21].
- Royaume-Uni - Le Premier ministre David Cameron a publié une déclaration le 9 janvier 2015 félicitant Sirisena et l'encourageant à coopérer avec l'ONU pour enquêter sur les crimes de guerre présumés "afin que les problèmes du passé puissent être résolus et que le pays puisse progresser un avenir pacifique où tous les Sri-Lankais peuvent jouer un rôle ". [348] [349] Le secrétaire aux Affaires étrangères Philip Hammond a également publié une déclaration félicitant le peuple sri-lankais "pour la réussite de leurs élections" et félicitant Sirisena, espérant "travailler avec le nouveau gouvernement et revigorer le partenariat de longue date entre le Royaume-Uni et Sri Lanka"[22].
- États-Unis - Le président Barack Obama a publié le 9 janvier 2015 une déclaration félicitant "le peuple sri-lankais pour la conclusion pacifique et réussie" des élections et Sirisena pour sa victoire, déclarant que c'était "un symbole d'espoir pour ceux qui soutiennent la démocratie" partout dans le monde "[23]. Le secrétaire d'État John Kerry a également publié une déclaration félicitant le peuple sri-lankais "sur la conclusion réussie de ses élections", félicitant Rajapaksa d'avoir accepté le résultat et disant qu'il avait hâte de travailler avec le président élu Maithripala Sirisena "[24],[25].